# Dahanu
Dahanu là một thành phố và là nơi đặt hội đồng đô thị (municipal council) của quận Thane thuộc bang Maharashtra, Ấn Độ.

## Địa lý
Dahanu có vị trí 19°58′B 72°44′Đ / 19,97°B 72,73°Đ Nó có độ cao trung bình là 0 mét (0 feet).

## Nhân khẩu
Theo điều tra dân số năm 2001 của Ấn Độ, Dahanu có dân số 44.393 người. Phái nam chiếm 52% tổng số dân và phái nữ chiếm 48%. Dahanu có tỷ lệ 71% biết đọc biết viết, cao hơn tỷ lệ trung bình toàn quốc là 59,5%: tỷ lệ cho phái nam là 77%, và tỷ lệ cho phái nữ là 64%. Tại Dahanu, 13% dân số nhỏ hơn 6 tuổi.